# Javaanse honingzuiger
De Javaanse honingzuiger (Aethopyga eximia) is een zangvogel uit de familie Nectariniidae (honingzuigers).

## Verspreiding en leefgebied
Deze soort is endemisch op het Indonesische eiland Java.